# Dysschema zeladon
Dysschema zeladon là một loài bướm đêm thuộc phân họ Arctiinae, họ Erebidae.